# Alena Šeredová
Alena Šeredová (ur. 21 marca 1978 w Pradze) – czeska modelka, mieszkająca we Włoszech.
Była wicemiss Czech. Reprezentowała ten kraj w Miss World w roku 1998. Była żona włoskiego piłkarza – Gianluigiego Buffona z którym ma syna Louisa Thomasa. W 2004 r. wystąpiła w filmie Zakochane święta razem z Danielem DeVito. Grała również u boku Victorii Silvstedt w filmie Un'estate al mare. Co roku bierze udział w sesji dla marki bielizny Triumph. W czerwcu 2009 na ekrany włoskich kin weszła kontynuacja filmu Un'estate al mare – Un'estate ai Caraibi, w której bierze udział. 31 października 2009 r., na świat przyszedł drugi syn pary David Lee.
20 maja 2014 roku, tuż po zakończeniu sezonu ligi włoskiej, mąż modelki oficjalnie podał informację o ich rozstaniu. Nową partnerką bramkarza jest prezenterka telewizyjna Ilaria D’amico.